# Eldorado
El dorado é uma antiga lenda indígena da época da colonização da América e atraiu muitos aventureiros europeus. A lenda falava de uma cidade que foi toda feita de ouro maciço e puro, além de ter muitos outros tesouros na cidade. A lenda surgiu depois que os conquistadores souberam da Cerimônia Dourada dos Índios que acontecia no planalto Cundiboyacense, na Colômbia, onde o chefe ou Zipa de uma tribo Muisca era banhado em pó de ouro e seus súditos jogavam uma oferenda de ouro ao Lago Guatavita. Algumas das peças de ouro recuperadas encontram-se no Museu do Ouro de Bogota.
Acreditou-se que o Eldorado fosse em várias regiões do Novo Mundo: uns diziam estar onde atualmente é o Deserto de Sonora no México. Outros acreditavam ser na região das nascentes do Rio Amazonas, ou ainda em algum ponto da América Central ou do Planalto das Guianas, região entre a Venezuela, a Guiana e o norte do Brasil em Roraima.
O fato é que essas são algumas — entre as várias — suposições da possível localização do Eldorado, alimentadas durante a colonização do continente americano. Apesar da lenda, muito ouro e prata foram descobertos na América, em territórios como o Alto Peru, Sudeste do Brasil (Minas Gerais) e nas regiões onde viviam as civilizações asteca, inca e maia.
O termo Eldorado significa O (homem) dourado em espanhol; segundo a lenda, tamanha era a riqueza da cidade, que o imperador tinha o hábito de se espojar no ouro em pó, para ficar com a pele dourada.

## A lenda deManoa del Dorado
Eldorado (do castelhano El Dorado, "O Dourado"), Manoa (da língua achaua manoa, "lago"), ou Manoa del Dorado (Lago d’O Dourado) é uma lenda que se iniciou nos anos 1530 com a história de um cacique ou sacerdote dos muíscas, indígenas da Colômbia, que se cobria com pó de ouro e mergulhava em um lago dos Andes. Inicialmente um homem dourado, índio dourado, ou rei dourado, foi depois fantasiado como um lugar, o reino ou cidade desse chefe lendário, riquíssimo em ouro.
Embora os artistas muíscas trabalhassem peças de ouro, algumas das quais hoje formam o rico acervo do Museu do Ouro ,em Bogotá, nunca foram encontradas entre eles grandes minas, muito menos as cidades douradas sonhadas pelos conquistadores que pretendiam repetir a façanha de Francisco Pizarro no Peru. Tudo indica que os muíscas ou chibchas obtinham o ouro por meio de trocas com indígenas de outras regiões ou extraindo ouro dos rios da região.
Sedentos por mais ouro, os conquistadores fizeram o mito migrar para leste, para os Llanos da Venezuela e depois para além, no atual estado brasileiro de Roraima ou nas Guianas. Na forma tomada pelo mito a partir do final do século XVI, a cidade dourada, agora conhecida como Manoa, se localizaria no imenso e imaginário lago Parima e teria sido fundada ou ocupada por incas refugiados da conquista de Pizarro.
O mito é semelhante ao de Paititi ou Candire, que também seria uma cidade cheia de riquezas que teria servido de refúgio a incas que escaparam da conquista espanhola, mas costuma ser localizada muito mais ao sul, entre as selvas da Bolívia e Peru ou no Brasil, no Acre, Rondônia ou Mato Grosso. Os dois mitos têm origem comum no sonho de conquistadores de enriquecer repetindo a façanha de Francisco Pizarro, o conquistador dos incas, e influenciaram-se mutuamente, mas o de Paitíti associou-se, em tempos mais recentes, com a nostalgia de povos andinos pelo antigo Império Inca, ganhando conotações nativistas.

## O Eldorado na Colômbia
Em 1534, logo depois que os espanhóis completaram a conquista do Império Inca e refundaram a Kitu dos incas como San Francisco de Quito (no atual Equador), o rei de uma tribo foi lá solicitar ajuda dos espanhóis para a guerra de seu povo contra os muíscas. Ele afirmou que na terra dos muíscas havia muito ouro e esmeraldas e descreveu a cerimônia do homem coberto de ouro que, durante séculos, despertaria a cobiça dos conquistadores.
Cronistas relatam que, assim que o impulsivo Sebastián de Belalcázar ouviu a história, exclamou "Vamos procurar esse índio dourado!" Mas não foi o único. Belalcázar saiu de Quito em busca de El Dorado já em 1535, mas Nicolás de Federmann, que saiu da Venezuela no mesmo ano; e Gonzalo Jiménez de Quesada, que partiu da costa norte da Colômbia no ano seguinte. O último foi o primeiro a chegar à terra dos músicas, perto de Bogotá e conquistá-los, em 1537. Os outros dois disputaram seu domínio da região em 1539, mas submeteram-se à arbitragem do rei da Espanha, que concedeu o governo da região de Popayán (ao sul) a Belalcázar. Quesada obteve os títulos de marechal do Novo Reino de Granada (nome que dera à região) e de Governador de El Dorado, voltando em 1549. Federmann nada obteve e foi processado pela família Welser de Augsburgo, que financiara sua expedição, acabando por morrer na prisão.
Em 1568, com 60 anos, Jiménez de Quesada recebeu a missão de conquistar Los Llanos ("As Planícies"), a leste dos Andes, com a ideia de encontrar Eldorado. A expedição partiu de Bogotá com 400 espanhóis e 1.500 indígenas e alcançou a confluência dos rios Guaviare e Orinoco, mas não pôde prosseguir e retornou quatro anos depois, derrotada e reduzida a 70 homens. Com sucessivas explorações, a localização do suposto Eldorado foi se deslocando cada vez mais para leste, em território do que é hoje a Venezuela e depois o atual estado brasileiro de Roraima e as Guianas.

## Cerimônia tribal

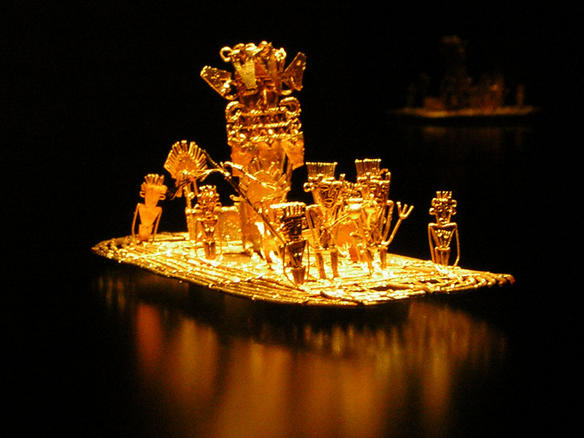
O Zipa usava pó de ouro para cobrir o seu corpo e, a partir de sua jangada, ele oferecia tesouros a Guatavita,a deusa do lago sagrado. Esta tradição Chibchas tornou-se a origem da lenda do El Dorado. Este modelo está em exposição no Museu do Ouro, em Bogotá, Colômbia.

Em 1636 Juan Rodríguez Freyle escreveu a versão mais conhecida da lenda na crônica El Carnero, dirigida a seu amigo Don Juan, cacique de Guatavita, localizando ali o mito:
| “ | ...Naquele lago de Guatavita faziam uma grande balsa de juncos, e a enfeitavam até deixá-la tão vistosa quanto podiam… A esta altura estava toda a lagoa cercada de índios e iluminada em toda sua circunferência, os índios e índias todos coroados de ouro, plumas e enfeites de nariz… Despiam o herdeiro (...) e o untavam com uma liga pegajosa, e cobriam tudo com ouro em pó, de maneira que ia todo coberto desse metal. Metiam-no na balsa, na qual ia de pé, e seus pés punham um monte de ouro e esmeraldas para que oferecesse a seu deus. Acompanhavam-no na barca quatro caciques, os mais importantes, enfeitados de plumas, coroas, braceletes, adereços de nariz e orelheiras de ouro, e também nus… O índio dourado fazia sua oferenda lançando no meio da lagoa todo o ouro e as esmeraldas que levava aos pés, e logo o imitavam os caciques que o acompanhavam. Concluída a cerimônia, batiam os estandartes... E partindo a balsa para terra, começavam a gritaria... dançando em círculos a seu modo. Com tal cerimônia ficava reconhecido o novo escolhido para senhor e príncipe. | ” |

Segundo uma versão contada por Rodrigues Fesle em Conquista y descubrimiento del nuevo Reino de Granada de las Indias Occidentales de mar Oceano, os candidatos à sucessão do cacique ficavam presos numa gruta por seis anos, sem comer carne, sal ou pimenta; as mulheres lhe eram proibidas, assim como a luz do dia. No dia da entronização, seu primeiro ato consistia em entrar no lago para oferecer sacrifícios aos deuses, procedendo-se então à cerimônia já descrita, acrescentando-se o detalhe de um braseiro aceso levado a bordo da jangada.
Outra versão, referida por Enrique de Gandía na Historia Critica de los Mitos de la Conquista Americana (Buenos Aires: Juán Roldán, 1929) dizia que um cacique enganado pela mulher descobriu a traição e a obrigou a comer, numa festa, "os órgãos com os quais seu amante havia pecado" e ordenou aos índios que cantassem o crime diante de toda a aldeia enquanto durasse a festa. Incapaz de suportar a humilhação, a mulher tomou a filha nos braços e jogou-se com ela no lago Guatavita. O cacique foi tomado pelo remorso, até que os sacerdotes lhe disseram que a mulher vivia em um palácio escondido no fundo das águas e podia ser honrada com oferendas de ouro. O cacique arrependido teria então passado a realizar a cerimônia.
Houve pelo menos duas tentativas de drenar o lago Guatavita em busca do suposto tesouro. A primeira foi em 1578, quando o mercador espanhol Antonio de Sepúlveda conseguiu uma licença do governo espanhol. Escavou um canal e conseguiu baixar o nível do lago em alguns metros, mas encontrou apenas dez onças de ouro.
Em 1801, Alexander von Hulboldt estudou o lago e mencionou-o em seus relatos, comentando que se a lenda fosse verdadeira, poderia conter centenas de milhões de libras em ouro. Sua especulação voltou a incendiar a imaginação de caçadores de tesouros e em 1825, o capitão Charles Stuart Cochrane, filho do Almirante Cochrane que comandou a frota chilena na guerra da independência, publicou um livro no qual dizia que ali devia existir ouro e pedras preciosas no valor de £ 1.120.000.000. Em 1898, foi formada a 'Company for the Exploration of the Lake of Guatavitá', que dois anos depois transferiu seus direitos à firma franco-britânica 'Contractors Ltd.', com sede em Londres e cotada na Bolsa de Londres.
A empresa passou oito anos construindo um túnel para esvaziá-lo a partir do centro, mas quando o leito do lago foi exposto, o fundo tinha metros de lama e limo, que tornavam impossível caminhar sobre ele. No dia seguinte, o sol cozeu a lama e lhe deu uma consistência de cimento, tão dura que não pdia ser penetrada. A lama endurecida bloqueou as eclusas, o túnel foi selado e o lago voltou a se encher até o nível anterior. Foram encontrados objetos no valor de  £ 500 que foram leiloados na Sotheby's, mas a empresa faliu sem recuperar o investimento de £40.000 e a 'Company for the Exploration of the Lake of Guatavitá' foi dissolvida em 1929. Outras sondagens foram tentadas com dragas e brocas até que, em 1965, o governo colombiano pôs o lago Guatavitá sob proteção legal, proibindo novas tentativas.
O lago Guatavita parece ter sido um centro cerimonial importante para a iniciação dos jovens que seriam coroados zipas ou reis de Bacatá (atual Bogotá), mas a origem da lenda pode ser a lagoa de Siecha (Casa do Homem, em muísca) perto da pirâmide do Sol, a 35 quilômetros de Guatavita. Ali foi de fato encontrada, em 1856, uma peça de ouro de 262 gramas, com a forma de uma balsa redonda com 9,5 cm de diâmetro, que parecia representá-lo. Revelada ao mundo em 1883 por Liborio Zerda, no livro El Dorado, foi comprada por um museu alemão, mas perdeu-se quando o navio que a transportava incendiou-se no porto de Bremen.
Uma segunda peça muito semelhante foi, porém, encontrada em 1969, por três camponeses, dentro de um vaso de cerâmica, em uma pequena gruta da campina de Pasca, Cundinamarca. Encontra-se hoje no Museu do Ouro de Bogotá e é sua peça mais famosa. Conhecida como "Balsa de El Dorado", pesa 287,5 gramas, tem 19 cm de comprimento por 10 de largura e altura e contém uma figura maior cercada de doze menores.

## O Eldorado na Guiana
Em 1584 o espanhol Antonio de Berrio partiu de Tunja (Colômbia) com a intenção de explorar o interior das Guianas e em 1590, na região do Orinoco, indígenas lhe disseram que a sete dias dali havia "uma infinita quantidade de ouro", cujas minas eram reservada aos caciques e suas mulheres, embora qualquer um pudesse extrair ouro dos riachos. Não alcançou, porém, as regiões em que os indígenas diziam estar localizado o lago Manoa, no outro lado das montanhas Pacaraima (Manoa, na língua Achaua significava "lago").
O relato da exploração foi redigido pelo lugar-tenente Domingo Vera, que teria feito acréscimos para suscitar a cobiça dos superiores, juntando à sua narrativa supostas revelações de um certo Juan Martínez, sobrevivente da expedição de Diego de Ordaz que teria vivido na capital de Eldorado. Martínez, tendo cometido uma falta grave, teria sido condenado à morte, condenação comutada, pela comiseração dos companheiros, no abandono do culpado numa canoa. Segundo a vesão contada mais tarde por Walter Raleigh:
| “ | Essa canoa foi levada pela corrente e encontrada flutuando por selvagens da Guiana, que nunca antes haviam visto um cristão. Eles levaram Martínez de um lado para o outro, para que fosse visto como uma maravilha, e o levaram em seguida a Manoa, que é a capital do Império dos Incas. O Rei, que o viu, o reconheceu primeiramente como cristão e espanhol; porque não fazia muito tempo que os irmãos Guascar (Huáscar) e Atabaliba (Atahuallpa) estavam mortos, e que Pizarro tinha destruído seu império. Ele recebeu Martínez bastante bem, embora não houvesse esquecido a crueldade dos espanhóis. | ” |

Durante as festas dos guianeses, contava a narrativa de Martínez, "os servos untam os corpos dos notáveis com um bálsamo branco chamado curcay e os recobrem de pó de ouro, que sopram por meio de caniços, até que estejam brilhando da cabeça aos pés". Há ouro por toda a parte: na cidade, nos templos, sob  forma de ídolos, de placas, de armaduras e de escudos. Sua capital era a cidade de Manoa, construída nas margens do lago Parima (ao qual inicialmente se tinha dado o nome de "Manoa"), ou "Parime", como o chamariam os ingleses.
Uma expedição militar inglesa se apossou dos documentos de Berrio e os comunicou à corte britânica, chegando então aos ouvidos do explorador e aventureiro inglês Walter Raleigh. Em 1594, conduziu sua própria exploração pelo rio Orinoco até o interior da atual Guiana venezuelana. Encontrou apenas uns poucos objetos de ouro e indícios de minério, mas que lhe bastaram para escrever um livro, A Descoberta do Grande, Rico e Belo Império da Guiana, com um Relato da Grande e Dourada Cidade de Manoa, que os Espanhóis chamam El Dorado, com o qual se ampliou e popularizou a lenda.
Raleigh encontrou no porto de Morequito, às margens do Orinoco, um tal de Topiawari, idoso cacique dos aromaias, cujo sobrinho, o anterior cacique, havia sido assassinado pelos espanhóis. O inglês lhe disse que vinha protegê-lo dos espanhóis em nome da rainha Elizabeth I e lhe perguntou sobre como chegar à Guiana que tem ouro e aos incas. O velho lhe respondeu que não podia chegar à cidade de Manoa com os meios que dispunha naquele momento. Se quisesse, ele e seu povo o ajudariam, mas precisaria da ajuda de todos os povos que eram inimigos do império para obter guias e suprimentos. Recordou-lhe que 300 espanhóis haviam sido vencidos nas planícies de Macureguarai e não haviam conquistado a amizade de nenhum povo da região. Havia 4 dias de viagem até
| “ | Macureguarai onde habitavam os súditos mais próximos do Inca e os epuremeis, que é a primeira cidade onde vive gente rica que usa roupas fabricadas e de onde provinham essas placas de ouro que se viam aqui e ali entre os povoados fronteiriços e que eram exportadas para toda parte. Mas aquelas produzidas no interior das terras eram muito mais belas e representavam homens, animais, pássaros e peixes. | ” |

O cacique explicou que havia guerra entre o povo fronteiriço a seu território e os epuremeis, que lhe haviam roubado as mulheres. Queixou-se de que antes tinham dez ou doze mulheres e agora tinham de se contentar com três ou quatro, enquanto os senhores de Epuremei tinham 50 ou 100. Um homem do séquito de Topiawari disse a Raleigh que se o acompanhassem, deveriam repartir o saque: "para nós as mulheres, para vocês, o ouro".
Topiawari lhe disse que o ouro não provinha de veios, mas do lago de Manoa e de muitos rios. Que misturam o ouro com cobre para que o possam trabalhar, fundem-no em vasilhas de barro com furos, o metem em moldes de pedra ou argila e assim fabricam placas e imagens. Mencionou várias nações inimigas dos incas, entre elas os ewaipanomas, que não têm cabeça. Disse que os epuremeis tinham a mesma religião dos incas. Apesar da distância do Peru, Topiawari sabia que os espanhóis encontraram os maiores tesouros entre os incas. Raleigh ficou convencido de que Manoa existia, mas não tinha meios suficientes para encontrá-la e escreveu seu livro para tentar convencer a corte inglesa:
| “ | E estou convencido de que em Guiana será suficiente um pequeno exército de infantaria que se dirija a Manoa, a principal cidade do Inca, para separar para Sua Majestade várias centenas de milhares de libras por ano no total o que lhe permitiria proteger-se contra todos os inimigos do interior, fazer frente a todos os gastos do interior. Além disso, o Inca manteria com suas despesas reais uma guarnição de três ou quatro mil soldados para defende-se contra outros países. Pois ele não pode ignorar como seus predecessores, em especial seus tios-avôs Huáscar e Atahuallpa, filhos de Huayna Cápac, imperador do Peru, que se bateram pelo império, foram derrotados pelos espanhóis e que estes últimos anos, depois da conquista, os espanhóis procuraram os caminhos que levavam a seu país. Eles não podem deixar de ter ouvido falar dos cruéis tratamentos que os espanhóis infligiram às populações vizinhas. Por estas razões, pode-se estar seguro de que ele será convencido a pagar seu tributo com muita alegria, pois não tem armas de fogo nem de ferro em todo o seu império e pode então ser facilmente vencido. | ” |

Antes de terminar recorda as profecias da chegada dos espanhóis e que, segundo elas, "graças à Inglaterra, os incas reencontrarão no futuro seu poder e serão libertados da servidão a seus conquistadores".
Preso em 1603 por suposto envolvimento em uma conspiração contra o rei Jaime I, Raleigh foi libertado em 1616 para conduzir uma nova expedição ao Eldorado, que não teve sucesso, mas saqueou um posto avançado espanhol. Ao retornar, foi executado com base nas acusações anteriores e para apaziguar os espanhóis.
Raleigh acreditava que o Eldorado situava-se no vasto Lago Parima, que mapas da época situavam no interior da Guiana, aproximadamente onde hoje se situa o Estado de Roraima. Este lago, que nunca existiu, está presente na maioria dos mapas dos séculos XVII e XVIII e até em alguns mapas do início do século XIX, quando desaparece e é substituído pelo "Rio Parima", na região dos Tepuís do Monte Roraima.
Os responsáveis por seu definitivo desaparecimento foram o geólogo prussiano Friedrich Alexander von Humboldt e o botânico francês Aimé Bonpland, que viajaram entre o Orinoco e o Amazonas em 1800, em busca das nascentes do Caroni, que encontraram junto a uma pequena aldeia chamada Esmeralda, demonstrando a inexistência do suposto lago Parima.

## Últimas explorações

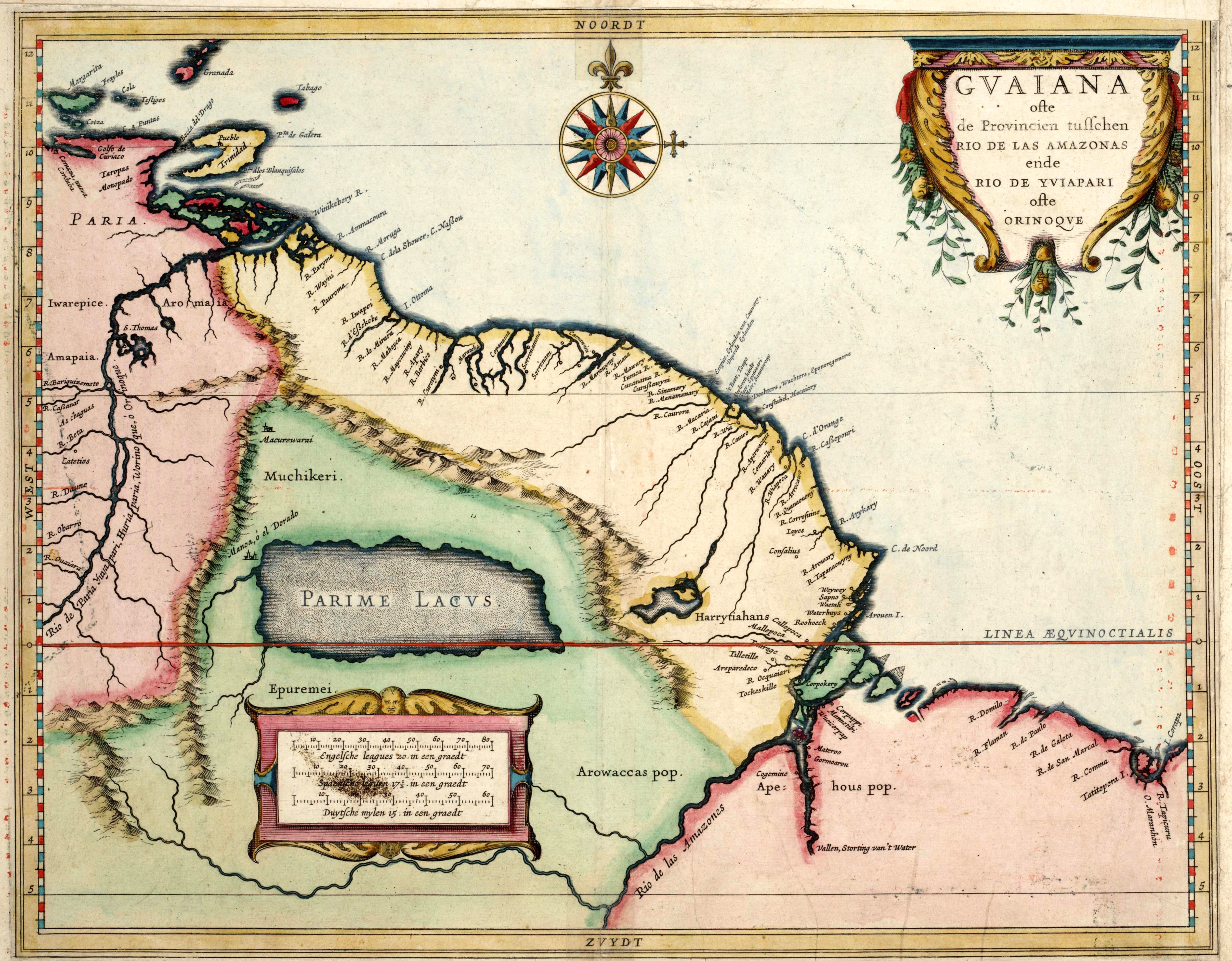
Rio Amazonas

Em 1925, o capitão inglês Percy Fawcett fez uma das últimas procuras pelo Eldorado, acompanhado do filho e um amigo. Fawcett embrenhou-se nas selvas de Rondônia e Mato Grosso em busca da "Cidade Z", que seria o Eldorado. Algumas semanas depois, Fawcett junto do filho e do amigo, desapareceram para sempre na Serra do Caiapó, provavelmente mortos pelos índios kalapalo. Mais de 100 expedições feitas na região perderam-se e nunca mais foram encontradas, tendo feito a região com fama de impenetrável.

## Stevenson
No livro Uma Luz nos Mistérios Amazônicos (Manaus, 1994), o pintor chileno Roland W. Vermehren Stevenson, morador de Manaus, ressuscitou a lenda do lago Parime. Afirmou ter descoberto vestígios de um caminho pré-colombiano extinto da bacia de Uaupés a Roraima, com restos de construções de pedra, pelo qual os incas teriam trazido ouro no lombo de lhamas e também ter identificado o que já foi o lago do El Dorado, Manoa ou Parima, que seria a chamada região de campos ou lavrado de Boa Vista, desprovida de selvas, onde apenas há árvores (buritis) mas margens de lagoas, rios e igarapés.
Ali teria existido o lendário lago, localizado entre Roraima e a antiga Guiana Inglesa, com um diâmetro de 400 quilômetros e área de 80 mil quilômetros quadrados e sua extinção teria começado há cerca de 700 anos. Segundo Stevenson, a cidade de Manoa localizava-se na região ocidental do lago, conforme o indicavam as primeiras cartografias das expedições, a exemplo de Hariot, que a desenhou vizinha a uma ilha de terra firme. O local exato seria a ocidente do que hoje chamamos ilha Maracá, onde na época do lago cheio estaria a foz do rio Uraricuera.